# Atletismo nos Jogos Pan-Americanos de 2003 - Maratona feminina
A prova da maratona feminina nos Jogos Pan-Americanos de 2003 foi realizada em 9 de agosto de 2003. Márcia Narloch conseguiu o título, superando a então campeã Érika Olivera.

## Calendário
| Data        | Fase  |
| ----------- | ----- |
| 9 de agosto | Final |

## Medalhistas
| Ouro   | BRA Márcia Narloch   |
| Prata  | CUB Mariela González |
| Bronze | CHI Érika Olivera    |

## Recordes
Recordes mundial e pan-americano antes da disputa dos Jogos Pan-Americanos de 2003.
| Tipo                             | Atleta          | Tempo   | Local    | Data                |
| -------------------------------- | --------------- | ------- | -------- | ------------------- |
|                                  | Paula Radcliffe | 2:15:25 | Londres  | 13 de abril de 2003 |
| Recorde dos Jogos Pan-Americanos | Érika Olivera   | 2:37:41 | Winnipeg | 25 de julho de 1999 |

## Resultados
| Posição | Atleta                       | Tempo   |
| ------- | ---------------------------- | ------- |
| 1       | BRA Márcia Narloch           | 2:39:54 |
| 2       | CUB Mariela González         | 2:42:55 |
| 3       | CHI Érika Olivera            | 2:44:52 |
| 4       | COL Iglandini González       | 2:47:40 |
| 5       | BRA Maria do Carmo Guimarães | 2:51:58 |
| 6       | PUR Maribel Burgos           | 2:53:03 |
| 7       | MEX Angélica Sánchez         | 2:53:56 |
| 8       | CUB Emperatriz Wilson        | 2:54:16 |
| 9       | USA Stacie Albourcek         | 2:55:14 |
| 10      | USA Kelly Flathers           | 2:59:05 |
| 11      | PUR Lourdes Cruz             | 3:04:12 |
| 12      | DOM Pascuala Beras           | 3:04:47 |
| 13      | VIN Adelaide Carrington      | 3:35:02 |
| —       | MEX Isabel Juárez            | DNF     |
| —       | ECU Martha Tenorio           | DNF     |